# 遠いこの街で/セピアの日
「遠いこの街で/セピアの日」（とおいこのまちで/セピアのひ）は、皆谷尚美のメジャーデビューシングル。1999年8月11日にビクターエンタテインメントよりリリース。

## 解説
皆谷尚美のメジャーデビューシングルで、作詞作曲を本人が手がけ、編曲はすべて鳥山雄司が制作した。「遠いこの街で」は、劇場版アニメ『カードキャプターさくら』主題歌としてタイアップされた。

## 収録曲
（全作詞・作曲：皆谷尚美/編曲：鳥山雄司）
1. 遠いこの街で
劇場版アニメ『カードキャプターさくら』主題歌
2. セピアの日
1999年『熱闘甲子園』エンディングテーマ